# Wojciech Ślączka
Wojciech Ślączka (ur. 14 kwietnia 1851 w Brzozowie, zm. 29 kwietnia 1925 w Sanoku) – polski doktor praw, adwokat, oficer, radny powiatowy i miejski w Sanoku, działacz niepodległościowy i społeczny.

## Życiorys

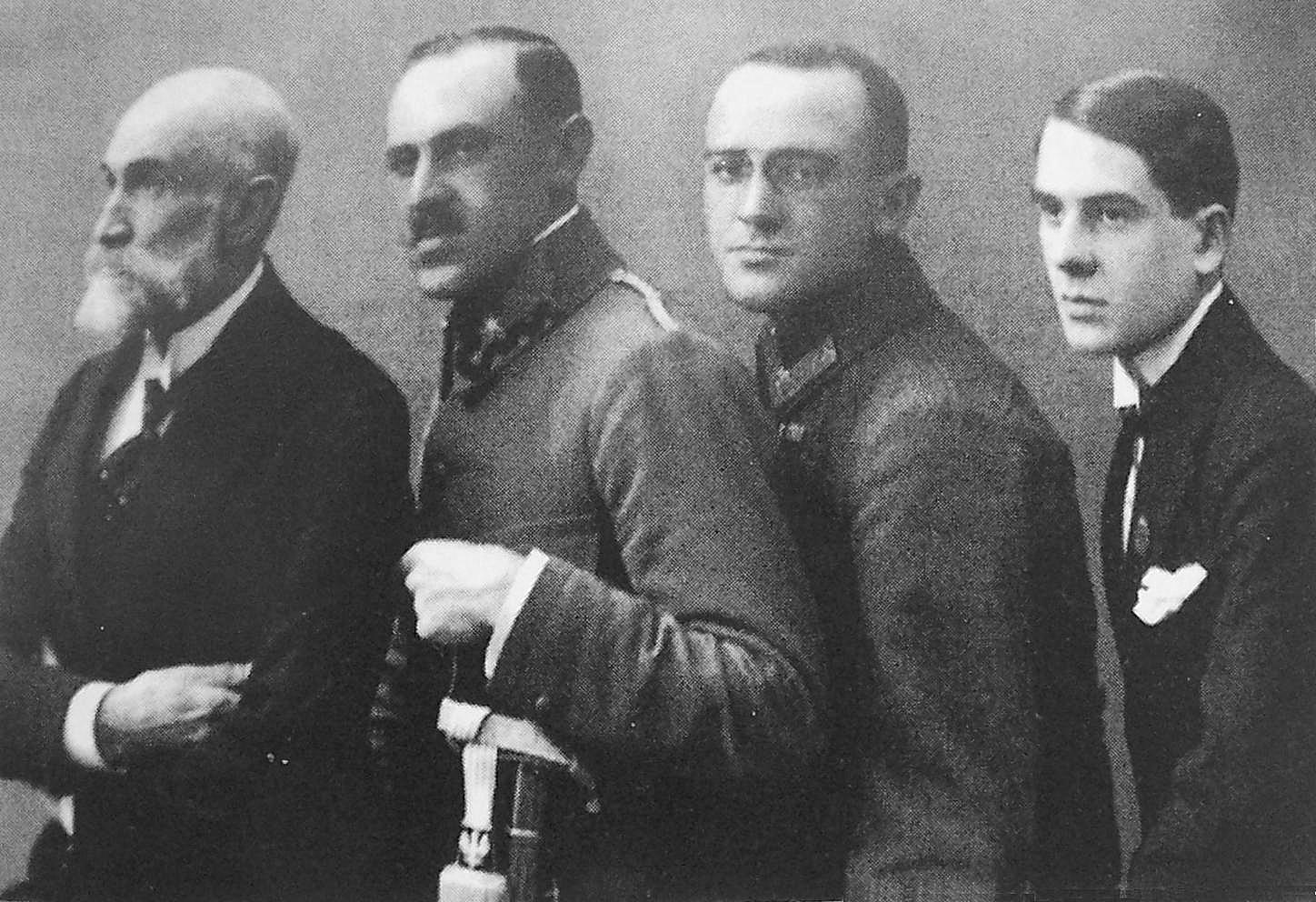
Wojciech Ślączka wraz z synami Kazimierzem, Aleksandrem i Romanem

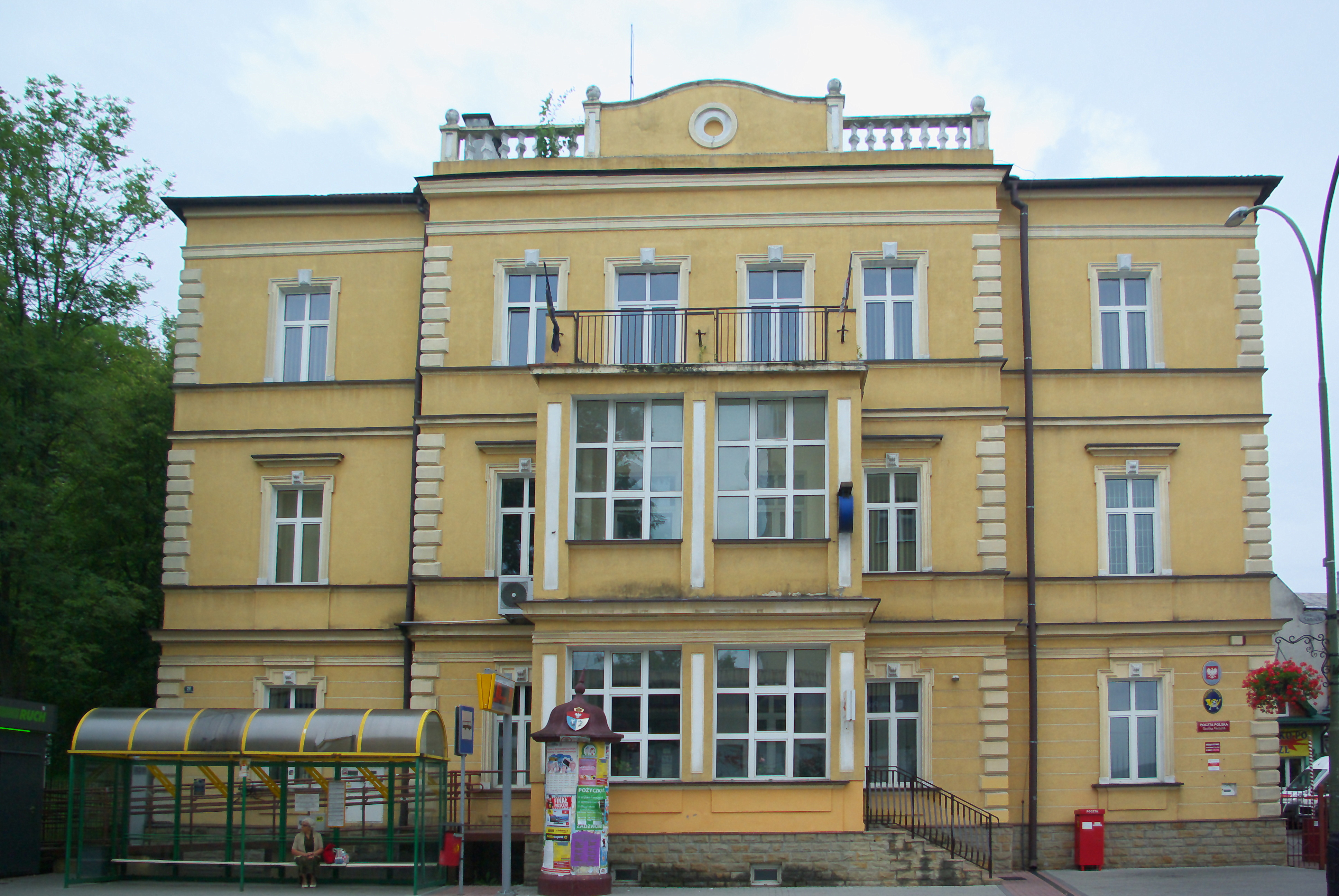
Budynek przy ulicy Kościuszki 26 w Sanoku, w przeszłości należący do Wojciecha Ślączki

Wojciech Ślączka urodził się 14 kwietnia 1851 w Brzozowie. Był synem Antoniego Ślączki (1824-1898, właściciel gruntów, członek Rady c. k. powiatu brzozowskiego z grupy większych posiadłości) i Katarzyny z domu Lorenc (1826-1895) oraz bratem Anny (1852-1895). Ukończył naukę w C.K. Gimnazjum w Przemyślu.
W C.K. Armii na początku 1873 został mianowany na stopień porucznika piechoty w rezerwie z dniem 1 listopada 1872. Od tego czasu do końca 1881 pozostawał oficerem w rezerwie z przydziałem do 45 pułku piechoty w Sanoku. Po przeniesieniu do C.K. Obrony Krajowej został zweryfikowany w stopniu porucznika piechoty w rezerwie z dniem 1 listopada 1872. Na początku stycznia 1881 ogłoszono jego zaszeregowanie do grupy oficerów stanu nieaktywnego z przydziałem do galicyjskiego batalionu piechoty obrony krajowej nr 64 w Żółkwi, z którym pozostawał do około 1883.
Jako praktykant sądowy na początku 1876 został mianowany auskultantem. W charakterze auskultanta Galicji wschodniej około 1876/1877 był przydzielony do C.K. Sądu Powiatowego w Bóbrce, a około 1877/1878 do C.K. Wyższego Sądu Krajowego we Lwowie. Później uzyskał stopień doktora praw. Na początku stycznia 1883 ogłaszał w prasie, że otworzył kancelarię adwokacką w Buczaczu. Pod koniec tego roku został wpisany na listę adwokatów w okręgu Izby stanisławowskiej jako urzędujący z siedzibą Buczaczu (analogicznie dr Teodozy Hubrich). W marcu 1886 ogłoszono, że jako adwokat zamierza przenieść się z Buczacza do Sanoka z dniem 1 maja 1886 i maju 1886 ogłaszał już w prasie otwarcie swojej kancelarii tamże. Od tego czasu pracował w Sanoku. Urzędował przy ulicy Tadeusza Kościuszki. Należał do Przemyskiej Izby Adwokatów. Około 1886/1887 figurował jako adwokat jednocześnie przy C.K. Sądzie Powiatowym w Sanoku i przy C.K. Sądzie Powiatowym w Buczaczu. Następnie, od 1887 był adwokatem przy ustanowionym w tym roku C.K. Sądzie Obwodowym w Sanoku, pozostając w tym zawodzie przez wiele kolejnych lat do 1914.
Działał społecznie. 21 maja 1881 został wybrany naczelnikiem ochotniczej straży pożarnej w Sanoku, po czym 13 sierpnia tego roku zrezygnował z tej funkcji wskutek wyjazdu z miasta (następcą został Leopold Biega). Zasiadał we władzach wydziału oraz komisji kontrolującej Koła Towarzystwa Szkoły Ludowej w Sanoku. Był członkiem sanockiego gniazda Polskiego Towarzystwa Gimnastycznego „Sokół” (1890, 1906, 1919, 1924). Jego nazwisko zostało umieszczone w drzewcu sztandaru TG Sokół w Sanoku, na jednym z 125 gwoździ upamiętniających członków. W 1904, 1905, 1907 był wybierany członkiem wydziału Bursy Jubileuszowej im. Cesarza Franciszka Józefa w Sanoku. W 1908 był członkiem zarządu powiatowego Kółek Rolniczych w Krośnie. Był członkiem czynnym zwyczajnym Towarzystwa dla Popierania Nauki Polskiej we Lwowie, od 1912/1913 członkiem Towarzystwa Nauczycieli Szkół Wyższych. 6 maja 1922 został wybrany członkiem wydziału Izby Adwokatów w Przemyślu. Prywatnie zajmował się hodowlą gołębi, królików i kur minorek czarnych. W listopadzie 1895 został wybrany członkiem wydziału Towarzystwa Kasyna w Sanoku. W 1904 został wybrany jednym z dyrektorów Towarzystwa Kasy Zaliczkowej w Sanoku na okres sześciu lat. Był członkiem zwyczajnym Macierzy Szkolnej dla Księstwa Cieszyńskiego. Był jednym z założycieli stowarzyszenia Towarzystwo Młodzieży Polskiej „Znicz” w Sanoku, powołanego 17 lipca 1904, zostając jego członkiem wspierającym, a na początku 1905 został wybrany członkiem sądu polubownego tej organizacji. Był członkiem komisji rewizyjnej Towarzystwa Pszczelniczo-Ogrodniczego w Sanoku, członkiem komitetu organizacyjnego Krajowy Zjazd Strażacki w Sanoku zorganizowany w lipcu 1904. Na przełomie lipca i sierpnia 1911 został członkiem rady nadzorczej Domu Handlowo-Przemysłowego w Sanoku. 15 marca 1904 został wybrany przewodniczącym (prezesem) dyrekcji założonej w tymże roku Kasy Oszczędności Miasta Sanoka i pełnił to stanowisko w kolejnych latach. Od około 1911 był członkiem wydziału Związku Galicyjskich Kas Oszczędności we Lwowie. Został wiceprezesem założonej 11 stycznia 1903 w Sanoku pierwszej filii lwowskiego Towarzystwa Chowu Drobiu, Gołębi i Królików oraz został jej członkiem. W 1924 subskrybował akcje założonego wówczas Banku Polskiego.
Był działaczem ruchu narodowo-demokratycznego (wraz z nim m.in. Paweł Biedka, Adam Pytel, Aleksander Iskrzycki). Był radnym miejskim: kadencji od 1890, od 1893, od 1897 asesor, 22 grudnia 1898 ponownie asesor, kadencje od 1900 (asesor), od 1903, w 1907, w 1910, w 1912 w nowej radzie po przyłączeniu do Sanoka gminy Posada Sanocka, 1914. Został reprezentantem ze strony miasta na organizowany w Sanoku w dniach 23-25 lipca 1904 zjazd delegatów ochotniczych straży pożarnych. Około 1906 został asesorem w magistracie miasta Sanoka. W 1912 został wybrany członkiem Rady c. k. powiatu sanockiego z grupy gmin miejskich. W latach 1904-1908 był wydawcą pisma „Gazeta Sanocka”, którego redaktorem był Aleksander Piech. Był redaktorem merytorycznym „Tygodnika Ziemi Sanockiej”.
Po wybuchu I wojny światowej od 18 września 1914 przebywał w Pradze. Został wiceprezesem Komitetu Wychodźców Galicyjskich w Pradze. Później w czasie wojny, po utworzeniu Naczelnego Komitetu Narodowego, został członkiem Powiatowego Komitetu Narodowego w Sanoku. 20 października 1918 stanął na czele Komitetu (Towarzystwa) Samoobrony Narodowej (wraz z nim funkcjonowały w nim osobistości miejskie, m.in. Paweł Biedka, Feliks Giela, Michał Słuszkiewicz, Adam Pytel, Jan Rajchel, Karol Zaleski oraz wojskowi kpt. Antoni Kurka i kpt. Franciszek Stok), który 31 października/1 listopada 1918 dokonał bez walk przejęcia władzy w Sanoku. Był radnym pierwszej powojennej kadencji od 1919, od 1924.

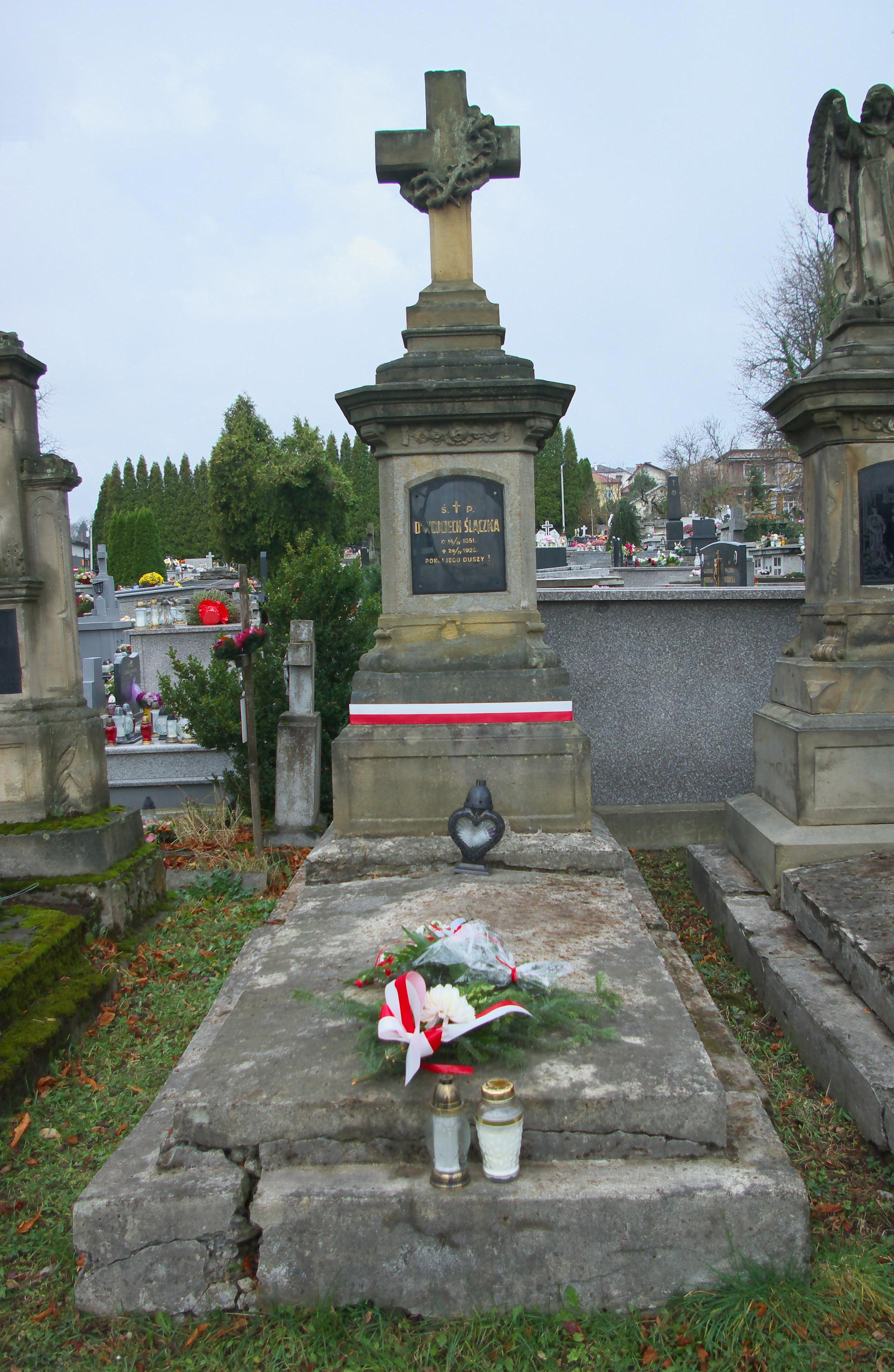
Nagrobek Wojciecha Ślączki podczas obchodów 100-lecia odzyskania niepodległości przez Polskę w 2018

Zmarł 29 kwietnia 1925 w Sanoku w wieku 74 lat. Został pochowany w głównej alei cmentarza przy ul. Rymanowskiej w Sanoku po pogrzebie pod przewodnictwem ks. Franciszka Witeszczaka. Po śmierci Wojciecha Ślączka jego substytutem w Okręgu Izby Adwokackiej w Przemyślu został ustanowiony sanocki adwokat dr Adolf Bendel.

## Życie prywatne
Uchwałą Rady Miejskiej w Sanoku z około 1905 Wojciech Ślączka został uznany przynależnym do gminy Sanok. Był żonaty z Bronisławą z domu Mysłowską herbu Nałęcz (ur. 1856 w Brzostku, zm. 28 lutego 1903 w Sanoku). Ich dziećmi byli: Kazimierz (ur. 1885 w Buczaczu, zm. 1971, inżynier, oficer Legionów Polskich, kapitan rezerwy Wojska Polskiego), Zofia Klara (1887-1890), Janina Aleksandra (1889-1979, nauczycielka, od około 1911 w trzyklasowej szkoły wydziałowej męskiej w Sanoku połączonej z czteroklasową szkołą pospolitą w Sanoku), Sylwia Klementyna (1891-1893), Aleksander Wojciech (1893–1940, lekarz, jeden z twórców neurochirurgii polskiej, kapitan Wojska Polskiego, ofiara zbrodni katyńskiej, Roman (1895-1967, doktor praw, adwokat i radca prawny). Wkrótce po śmierci żony Bronisławy 18 czerwca 1904 Wojciech Ślączka ożenił się powtórnie i do końca życia był żonaty z Heleną Józefą z domu Pollak (ur. 1867, córka Karola, siostra Karola i Michała), nauczycielką w trzyklasowej szkole wydziałowej żeńskiej połączonej z czteroklasową szkołą pospolitą w Sanoku, spensjonowana w 1928, zm. 1950 w Iwoniczu). Do rodziny Ślączków należała w Sanoku kamienica przy ulicy Tadeusza Kościuszki, gdzie obecnie pod numerem 26 mieści się główny oddział Poczty Polskiej w mieście (po zakończeniu II wojny światowej gmach został przejęty od dr. Romana Ślączki).
Położone obok siebie pomniki nagrobne Bronisławy i Wojciecha Ślączków wykonał artysta rzeźbiarz Józef Aszklar. Zostały uznane za obiekty zabytkowe i podlegają ochronie prawnej.